# Po godzinach (film)
Po godzinach (oryg. After Hours) − amerykański film komediowy w reżyserii Martina Scorsese z 1985.

## Obsada
- Griffin Dunne jako Paul Hackett
- Rosanna Arquette jako Marcy Franklin
- Verna Bloom jako June
- Tommy Chong jako Pepe (jako Thomas Chong)
- Linda Fiorentino jako Kiki Bridges
- Teri Garr jako Julie
- John Heard jako Thomas 'Tom' Schorr
- Cheech Marin jako Neil
- Catherine O’Hara jako Gail
- Dick Miller jako kelner (Pete)
- Will Patton jako Horst
- Bronson Pinchot jako Lloyd
- Martin Scorsese jako Operator światła w klubie (niewymieniony w czołówce)

## Nagrody i wyróżnienia[1][2]
Złote Globy
- nominacja do Złotego Globa w kategorii Najlepszy aktor w komedii lub musicalu (Griffin Dunne, 1986)

BAFTA
- nominacja do BAFTA Film Award w kategorii Najlepsza aktorka drugoplanowa (Rosanna Arquette, 1987)

Cannes
- wygrana Złota Palma w kategorii Najlepszy reżyser (Martin Scorsese, 1986)
- nominacja do Złotej Palmy w kategorii Udział w konkursie głównym (Martin Scorsese, 1986)

Cezary
- nominacja co Cezara w kategorii Najlepszy film zagraniczny (Martin Scorsese, 1987)

Film Independent
- wygrana w kategorii Najlepszy film (Amy Robinson, Griffin Dunne, Robert F. Colesberry, 1986)
- wygrana w kategorii Najlepszy reżyser (Martin Scorsese, 1986)
- nominacja w kategorii Najlepsza aktorka (Rosanna Arquette, 1986)
- nominacja w kategorii Najlepsze zdjęcia (Michael Ballhaus, 1986)
- nominacja w kategorii Najlepszy scenariusz (Joseph Minion, 1986)